# Lil Huddy

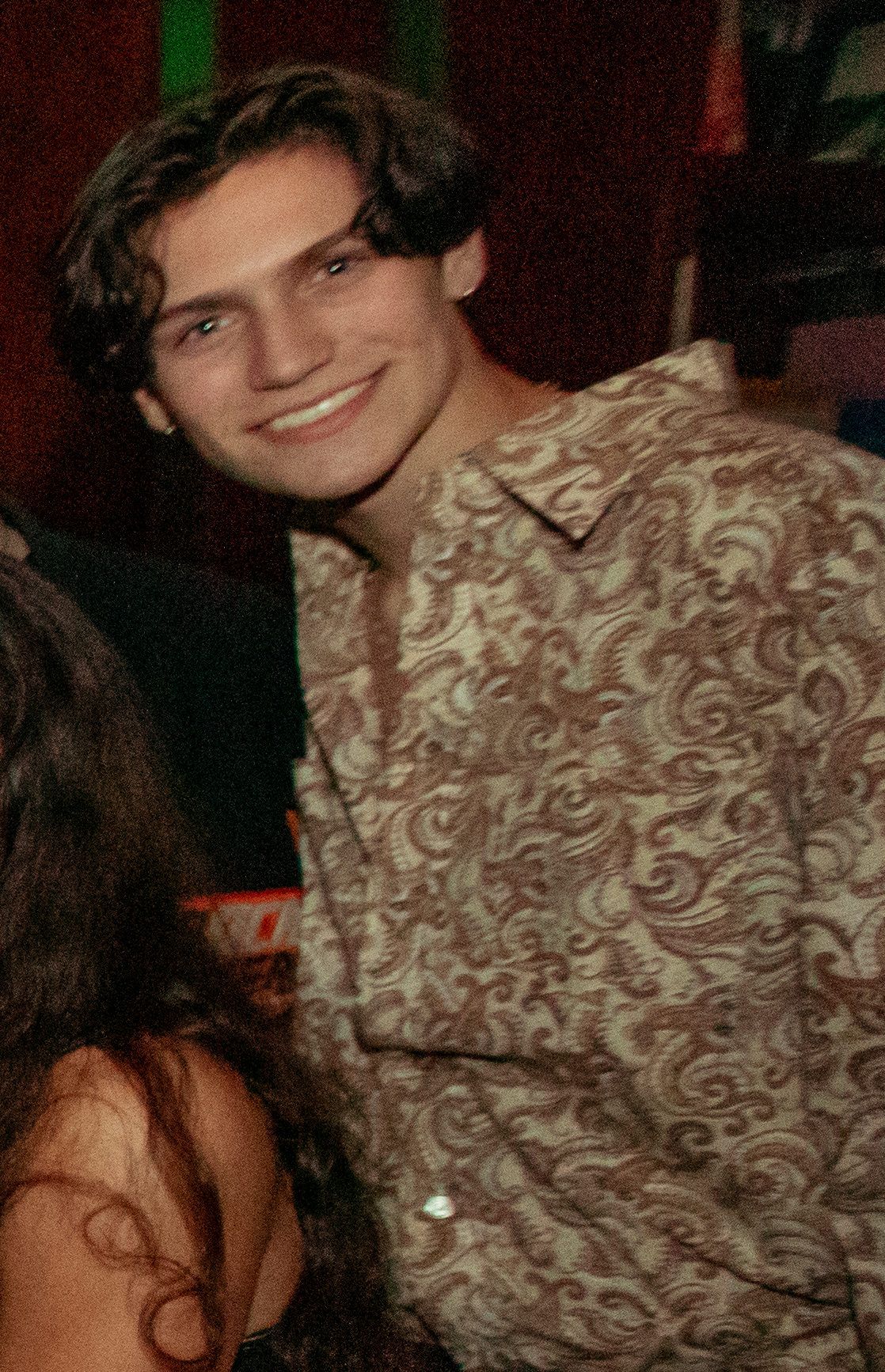
Lil Huddy (2019)

Cole Chase Hudson (geboren am 15. Mai 2002), beruflich bekannt als Huddy (früher bekannt als Lil Huddy oder LilHuddy), ist eine amerikanische Social-Media-Persönlichkeit, Sänger und Schauspieler, der als Mitbegründer des TikTok-Kollektivs Hype House bekannt ist und den Modestil und die Subkultur der E-Boys populär gemacht hat.
Laut Billboard gehört er mit über 30 Millionen Followern zu den Top 10 der Musik-Influencer auf TikTok und ist eine der einflussreichsten Personen auf der Plattform. Er wurde von Paper auch als wichtige Figur des Pop-Punk-Revivals der 2020er Jahre bezeichnet.

## Leben
Hudson wurde in Stockton, Kalifornien, als Sohn des Lehrerehepaars Cole und Tamora Hudson geboren. Er hat zwei Schwestern, Karissa und Marlena Hudson. Er wuchs in einem der armen Vororte der Stadt auf und interessierte sich schon in jungen Jahren für Mode und entdeckte Pop-Punk-Bands wie My Chemical Romance, Blink-182 und Fall Out Boy auf dem iPod seiner älteren Schwester. Als Teenager wurde er schikaniert, was dazu führte, dass er selbstmordgefährdet war und schließlich zur Online-Schule wechselte.
Hudson besuchte die Bear Creek High School in seinem ersten und zweiten Jahr, bevor er auf eine Online-Schule wechselte, um seine Social-Media-Karriere fortzusetzen. Er machte seinen Abschluss vorzeitig in seinem zweiten Jahr, indem er drei zusätzliche Kurse pro Semester belegte.

## Karriere
Hudson begann seine Karriere auf musical.ly, jetzt TikTok. Im Dezember 2019 gründete Hudson zusammen mit anderen Social-Media-Persönlichkeiten wie Daisy Keech, Alex Warren, Kouvr Annon und Thomas Petrou das TikTok-Kollektiv, das als Hype House bekannt ist. Er hat auch einen YouTube-Kanal.
Hudson wird von der Talentagentur WME vertreten.
Im Dezember 2020 wurde er von Adam Mersel bei Interscope Records unter Vertrag genommen, obwohl Hudson nur „ein paar dürftige Demos“ aufgenommen hatte. Hudson spielte an der Seite von Sydney Sweeney in Downfalls High, der Verfilmung von Machine Gun Kellys Album Tickets to My Downfall. Der Film feierte am 15. Januar 2021 Premiere und erreichte an seinem ersten Wochenende über 16 Millionen Zuschauer. Am 21. Januar veröffentlichte er seine Debütsingle 21st Century Vampire Am 18. Februar veröffentlichte er seine zweite Single The Eulogy of You and Me, die von Travis Barker mitgeschrieben und produziert wurde. Am 22. April 2021 erschien seine dritte Single America’s Sweetheart, eine emotionale Ballade über eine Trennung und deren Folgen. Das Musikvideo zeigt einen Cameo-Auftritt von Internet-Star und Tänzerin Charli D'Amelio. Am 6. August veröffentlichte er die Single Don’t Freak Out mit Iann Dior, Travis Barker und Tyson Ritter und kündigte sein Debütalbum Teenage Heartbreak an, das am 17. September 2021 veröffentlicht wurde.

## Diskografie

### Studioalben
- 2021: Teenage Heartbreak
- 2024: Love Bites (EP)

### Singles
- 2021: 21st Century Vampire
- 2021: The Eulogy of You and Me
- 2021: America’s Sweetheart
- 2021: Don’t Freak Out (feat. Iann Dior, Travis Barker & Tyson Ritter)
- 2021: Partycrasher